# Tonsilla lingualis
Die Tonsilla lingualis (Zungenmandel) ist eine Ansammlung von lymphoepithelialem Gewebe in Form einer Tonsille in der Mundhöhle, genauer in der Schleimhaut am Zungengrund. Sie gehört zum Lymphatischen Rachenring, der der Abwehr von über Mund und Nase eindringenden Krankheitserregern dient. Die Zungenmandel kommt beim Menschen und bei den anderen Säugetieren vor.
Die Zungenmandel ist mit mehrschichtigem, unverhorntem Plattenepithel überzogen, das als Krypten bis in die tiefsten Schichten der Lamina propria hineinreicht. In diese Krypten münden die Ausführungsgänge muköser Speicheldrüsen. Die stetige Durchspülung der Zungenmandel durch diese Drüsen macht sie für Entzündungen weniger anfällig.